# Warner-Amex Satellite Entertainment
Warner-Amex Satellite Entertainment (abreviado comúnmente como WASEC) fue una empresa conjunta de Warner Communications y American Express que desarrolló programas de televisión interactiva en los años 1970 y 1980 e inició varias exitosas cadenas de televisión por cable que siguen siendo conocidas.

## Historia
En 1977, se funda Warner Cable Communications. En 1979, Warner Communications, junto con la empresa de tarjetas American Express, formó una empresa conjunta que pasó a llamarse Warner-Amex Satellite Entertainment.
El 1 de diciembre de 1977, Warner Cable Columbus, Ohio, presentó el QUBE, el primer sistema de programación de televisión interactiva que precedió al Video on demand por décadas. QUBE contó con 30 canales.
A pesar de la innovación y visión tecnológicas, la creación del QUBE y su relativo fracaso financiero significaron que Warner Communications necesitaba capital externo para expandirse más allá de Columbus, Ohio. Además, el líder de Warner, Steve Ross, entendió que el futuro de la televisión por cable iba a exigir una necesidad cada vez mayor de programación. 

## Más allá de QUBE y el final de Warner-Amex
Viendo el potencial en la creación de nuevas redes de cable, Warner Cable se deshacía las marcas más grandes de QUBE, Star Channel, Pinwheel en canales a nivel nacional. Star Channel comenzó por satélite en enero de 1979 y fue renombrado The Movie Channel a finales de año. Pinwheel se convirtió en Nickelodeon en abril de 1979. 
En 1980, Warner-Amex formó una empresa conjunta con la división Rainbow Media de Cablevision para lanzar Bravo, una red de cable para las artes y las películas, fue lanzado el 1 de diciembre de 1980, sin embargo, se vendió a Rainbow Media en 1984 después de la venta de Warner-Amex a Viacom (actualmente Bravo es propiedad de NBCUniversal).
Lack había trabajado en ventas en CBS Radio (de hecho, fue él quien sugirió a Schneider como jefe de Warner Ross) y tuvo una idea de la programación por cable como una serie de "canales" de interés especial. Un devoto de la música popular, desarrolló un programa de media hora llamado Pop Clips en Nickelodeon con el músico Mike Nesmith como un programa para videoclips musicales. También planeó una serie de canales de 24 horas para imitar la estrategia de The Movie Channel, con programación de un solo enfoque para música, videojuegos y compras. Bob Pittman aceptó la idea de Lack e inauguró el canal de música como MTV: Music Television que fue lanzado el 1 de agosto de 1981, donde en el proceso se desarrollaron las carreras de futuros ejecutivos de medios como Mark Booth, Larry Divney, Fred Seibert, Andrew G. Setos y John Sykes.
En 1983, preocupada por el fracaso estratégico y financiero de su proyecto de televisión de pago The Movie Channel (que comenzó a cosechar los beneficios que Time Inc. tenía con HBO y Cinemax), WASEC estableció una empresa conjunta con Viacom, fusionando TMC con su red de películas premium de Showtime para formar Showtime/The Movie Channel, Inc.
Mientras tanto, el socio operativo de WASEC, Warner Communications, tuvo una agitación, incluyendo la inversión de fortunas en el innovador Atari, y preguntas legales sobre las relaciones comerciales de Ross y sus tenientes mayores. En un esfuerzo por maximizar las buenas noticias, Warner Communications decidió escindir Nickelodeon y el fenómeno de rápido crecimiento MTV como una empresa pública (MTV Networks). American Express salió de la empresa WASEC en ese momento. Jack Schneider también dejó WASEC, siendo reemplazado por el ejecutivo senior de Warner, David Horowitz (quien supervisó la mitad de la empresa conjunta de WASEC de Warner Communications).
Un año más tarde, American Express vendió su participación de 50% en Warner-Amex a Warner Communications por $450 millones de dólares, que renombró a la compañía como Warner Cable.
En 1985, Warner vendió sus intereses en Showtime/The Movie Channel a Viacom, haciéndoles el dueño único de ambas redes. Durante este período, Warner Cable se reorganizó dividiendo a la compañía por la mitad (una unidad de "metro" que tenía nuevas comunidades cableadas y una unidad "nacional" que comprendía los sistemas más antiguos), vendiendo los sistemas de Dallas y Pittsburgh a Tele-Communications Inc. (TCI) por $110 millones de dólares y cesar completamente las operaciones en QUBE. Como resultado de las fusiones posteriores, TCI se convirtió en parte de AT&T Broadband y posteriormente de Comcast.
En 1987, Warner Cable convirtió a MTV Networks en una empresa privada, vendiendo sus activos (MTV, RTS y Nickelodeon) a Viacom por $ 685 millones, poniendo fin a las operaciones de Warner en la televisión por cable hasta que adquirió HBO y Cinemax como parte de su fusión con Time Inc. Posteriormente vuelve al cable básico en 1996 a través de la compra de Turner Broadcasting System, que comprenden los canales TNT, CNN y Cartoon Network, entre otros. Warner Bros. ahora maneja la distribución internacional como resultado de esa fusión, y conservó la mayoría de los sistemas de televisión por cable, bajo el nombre de Time Warner Cable. En 2009, se convirtió esa división en una empresa separada; esa unidad se convertiría en parte de Spectrum, una marca de Charter Communications que se lanzó en 2014.
En 2011, MTV Networks cambió su nombre a Viacom Media Networks. En 2019, tras la fusión de Viacom y CBS Corporation, Viacom Media Networks cambió su nombre a ViacomCBS Domestic Media Networks, y CBS Media Ventures se convirtió en su principal etiqueta de distribución de televisión.

## Las redes de Warner-Amex actualmente
Las redes que formaban parte de Warner-Amex son propiedad de numerosas partes. La unidad de pago por visión se mantuvo bajo la propiedad de Warner Cable (que se convirtió en Time Warner Cable después de la fusión de su empresa matriz Warner Communications y la editora Time, Inc., posteriormente Time Warner Cable fue adquirida por Charter Communications en mayo de 2016).  
Ha sufrido numerosas transformaciones antes de sus encarnaciones actuales como iN DEMAND y el diferente servicio de video on demand. MTV y Nickelodeon (y más tarde Video Hits One o VH1 para abreviar, que se lanzó poco antes de la venta) se convirtieron en las unidades centrales de Viacom por medio de Viacom Media Networks. A lo largo de las décadas, se ha expandido en unidades separadas, incluyendo: 
A partir del 1 de enero de 2006, las unidades de Warner-Amex están separadas unas de otras como resultado de que Viacom que se divide en dos compañías, La "nueva" Viacom y CBS Corporation. La unidad de Showtime Networks es ahora una unidad de CBS, mientras que MTV Networks es una unidad de la nueva Viacom. En 2019, Viacom y CBS Corporation se fusionaron nuevamente bajo el nombre ViacomCBS. 